# 前田真二郎
前田 真二郎（まえだ しんじろう、1969年 - ）は、日本の映像作家。情報科学芸術大学院大学［IAMAS］教授。

## 経歴
大阪府生まれ。京都精華大学大学院 美術研究科修了。(株)イエローツーカンパニーを経て、1997年4月より岐阜県立国際情報科学芸術アカデミー 講師。2014年4月より情報科学芸術大学院大学 教授。
90年代初頭より個人による映像作品を制作。実験映画、ドキュメンタリー、メディアアートの分野を横断して、イメージフォーラムフェスティバル、山形国際ドキュメンタリー映画祭、恵比寿映像祭等に出品。2005年より映像レーベル SOL CHORDの監修を務める。

## 受賞歴
- イメージフォーラム・フェスティバル1992　エクスペリメンタル・イマジネーション賞 （1992）[4]
- イメージフォーラム・フェスティバル1993　ビデオ・オリジナリティ賞 （1993）[4]
- 第16回 文化庁メディア芸術祭　アート部門 優秀賞（2012）SOL CHORD（前田真二郎 + 岡澤理奈）[5]
- 第17回 佐治敬三賞 　三輪眞弘＋前田真二郎　モノローグ・オペラ『新しい時代』(2018）[6]
- 第20回 佐治敬三賞 　ぎふ未来音楽展2020『三輪眞弘祭 -清められた夜-』※映像監督（2021）

## 主な映像作品
- 日々 “hibi”AUG（2008-2022）[7]
- 7 blinks after a decade（2021）[8]
- BETWEEN YESTERDAY & TOMORROW Omnibus 2011/2016/2021（2021）[9]
- BETWEEN YESTERDAY & TOMORROW Omnibus 2011/2016（2017）
- 日々 “hibi”AUG［2008-2015］《天皇考》（2016）
- BETWEEN YESTERDAY & TOMORROW Omnibus（2011）
- 星座  | constellation（企画・構成：松本俊夫『蟷螂の斧』 第1部 ）（2009）
- Wedding 結縁（パヘンロ映像プロジェクト）（2007）
- 中也を想い、サンボする | IMAGINARY CHUYA（2006）
- 日々”hibi” 13 full moons（2005）
- オン（2000）
- 王様の子供（1998）

## 主な発表

### 2024年
- DX 時代のメディア表現──新しい日常から芸術を思考する（オンライン／ワークショップ24）[10][11]

### 2023年
- 山形国際ドキュメンタリー映画祭2023 インターナショナル コンペティション プログラム[7]

### 2022年
- 第23回中之島映像劇場「光の布置——前田真二郎レトロスペクティブ——」（国立国際美術館）[12]
- 第68回オーバーハウゼン国際短編映画祭 インターナショナル オンライン コンペティション部門[13]

### 2021年
- 山形国際ドキュメンタリー映画祭 2021 日本プログラム[9]
- ぎふ未来音楽展2020　三輪眞弘祭 －清められた夜－（ライブ配信・映像監督） （サラマンカホール）[14]
- サウンドパフォーマンス・プラットフォーム2020『日々《変容の対象》AUG 2009-2019』（愛知県芸術劇場 小ホール）[15][16]